# Hans Grebe
Hans Werner Eduard Grebe (* 25. August 1913 in Frankfurt am Main; † 22. Dezember 1999 in Frankenberg (Eder)) war ein deutscher Internist, Rassenhygieniker und Sportarzt. 1944 wurde Grebe als einer der jüngsten Professoren im damaligen Deutschland auf einen Lehrstuhl für Erbbiologie und Rassenhygiene an der Universität Rostock berufen, wo er unter anderem den Kleinwuchs erforschte. Nach dem Zweiten Weltkrieg wurde er einer der profiliertesten deutschen Sportärzte.

## Leben

### Kindheit und Jugend
Hans Grebe, Sohn eines Lehrers, wuchs von 1914 bis 1919 bei den Großeltern in Immenhausen auf, absolvierte das Realgymnasium „Musterschule“ in Frankfurt am Main und wurde schon als Schüler Mitglied in der Frankfurter Turn- und Sportgemeinde „Eintracht“. Im Jahr 1925 trat er der Wandervogelbewegung bei. Nach dem Abitur 1931 studierte er Sport und Medizin in Berlin. 1934 erwarb er die Lehrbefähigung für Sport und Leibesmedizin. 1936 legte er das medizinische Staatsexamen ab. Sein Bruder war der 1909 in Immenhausen geborene Lungenfacharzt und Sanatoriumsleiter Hermann Grebe.

### Karriere im Nationalsozialismus
Grebe hatte sich schon früh dem Nationalsozialismus angeschlossen. 1931 trat er dem NS-Studentenbund und zum 1. April 1933 der NSDAP (Mitgliedsnummer 1.808.677) sowie im selben Monat der SA bei (als Angehöriger eines Sanitätssturms und gemäß Klee als Sportwart). 1937 schloss er sich dem NS-Ärztebund und dem Deutschen Sportärztebund an. Seit 1933 war er Wehrsportführer der Medizinischen Fakultät der Universität Frankfurt. 1934/35 leistete er freiwilligen Wehrdienst.
Grebe machte eine schnelle und steile Karriere. Nach seiner Promotion bei Otmar Freiherr von Verschuer mit einer Dissertation über erbliche und nichterbliche Blindheitsursachen wurde er Assistenzarzt am Pathologischen Institut der Universität Frankfurt und in der II. Inneren Abteilung des Berliner Horst-Wessel-Krankenhauses unter Heinrich Otto Kalk. 1937 wurde er Assistent bei von Verschuer am Universitäts-Institut für Erbbiologie und Rassenhygiene Frankfurt am Main. Wie seine Kollegen fertigte auch er Rassen- und Abstammungsgutachten im Rahmen der NS-Rassengesetze an.
Im September 1939 wurde Grebe zur Wehrmacht eingezogen. Als Truppenarzt bei der Infanterie nahm er am Frankreichfeldzug teil und erhielt das Eiserne Kreuz I. und II. Klasse. 1942 wurde er nach einer in Russland erlittenen schweren Verwundung als kriegsuntauglich entlassen. Er wurde wieder Assistent Verschuers, inzwischen am Kaiser-Wilhelm-Institut für Anthropologie, menschliche Erblehre und Eugenik (KWI-A) in Berlin-Dahlem und Dozent für Rassenhygiene an der Universität Berlin.
Grebe habilitierte sich im Juni 1942 bei von Verschuer über die erbliche Bedingtheit der Chondrodysplasie (Kleinwuchs). Seine Untersuchungen dazu hatte er bereits 1938 mit Rundschreiben an die deutschen Gesundheitsämter begonnen. Er suchte die gemeldeten zwergwüchsigen Personen und ihre Angehörigen persönlich auf und nahm klinische und röntgenologische Untersuchungen vor. Die Betroffenen leisteten bisweilen erbitterten Widerstand gegen die Untersuchungen, die mitunter durch ein Verfahren nach dem Gesetz zur Verhütung erbkranken Nachwuchses erzwungen werden mussten. Entsprach es seinen Ergebnissen, sprach sich Grebe dabei auch gegen Sterilisierungen aus. Insgesamt besuchte er 118 Familien und erfasste auf Sippentafeln insgesamt 9350 Menschen. Das Manuskript konnte kriegsbedingt erst 1956, allerdings weitgehend unverändert, publiziert werden.
Am KWI-A, wo er Ende 1942 Abteilungsleiter wurde, spielte Grebe eine Schlüsselrolle im Bereich Erbpathologie. Durch ihn wurde am KWI-A ein neuer Schwerpunkt für Differentialdiagnose angeborener Fehlbildungen geschaffen. Grebe arbeitete möglicherweise mit Präparaten aus Konzentrationslagern. Als im KZ Sachsenhausen Gefangene mit Knochenverformungen und Gliederabnormitäten ermordet wurden, arbeitete Grebe seit September 1943 in Auffangstelle des KWI-A „Haus am See“ in Beetz, nicht weit von Sachsenhausen entfernt. Außerdem schickte ein anderer ehemaliger Assistent Verschuers, Josef Mengele, Präparate Zwergwüchsiger aus dem KZ Auschwitz nach Berlin an das KWI-A.
Weitere Forschungsvorhaben Grebes beschäftigten sich mit der „Rassenhygiene“, der Erblichkeit von Totgeburten und der erblichen Disposition zur Staublunge. Mit Hans Nachtsheim bearbeitete er ein Erbbiologisches Wörterbuch bis zur Druckreife. Die Druckfahnen lagen nach Kriegsende noch beim Verlag Thieme, aber die sowjetische Militärregierung verweigerte eine Druckgenehmigung.
Im Oktober 1944 wurde Grebe als außerordentlicher, beamteter Professor und Direktor des neuen Instituts für Erbbiologie und Rassenhygiene an die Universität Rostock berufen. Er erforschte unter anderem den Kleinwuchs, worüber er 1944 auch vor der Medizinischen Gesellschaft in Göttingen einen in der Münchner Medizinischen Wochenschrift rezensierten Vortrag hielt, in dem er auch über seine nach dem vorwiegenden Befallensein der Gliedmaßen oder des Schädels beim äußeren Erscheinungsbild vorgenommene Einteilung des Kleinwuchses in „Dackeltyp“ und „Mopstyp“ sprach. Noch 1944/45 wurde er hier Gaudozentenführer.

### Internist und Sportarzt
Im Sommer 1945 ließ sich Grebe als praktischer Arzt im hessischen Frankenberg nieder. Im Entnazifizierungsverfahren wurde er von der dortigen Spruchkammer 1948 als entlastet eingestuft. 1946 gab Grebe an, Rassengutachter wollte er gewesen sein, weil er „darin die einzige Möglichkeit sah, einen Juden oder jüdischen Mischling vor den drohenden Schäden und Verfolgungen zu schützen“. Die Tätigkeit bei Otmar von Verschuer (als Assistent und als Habilitand) wurde im Spruchkammerverfahren nicht erwähnt. Der Kinderarzt Bernhard de Rudder, ein Freund von Verschuer, bescheinigte Grebes Arbeiten 1946, völlig frei zu sein „von irgendwelchen nationalsozialistischen Gedankengängen oder Problemkreisen“. Zwar nahm Hans Grebe von 1953 bis 1957 einen Lehrauftrag für Humangenetik an der Universität Marburg wahr, profilierte sich aber nun als Sportarzt. 1949 gehörte er zu den Mitbegründern des Sportärzteverbandes Hessen, war zunächst dessen Schriftführer und von 1954 bis 1974 Erster Vorsitzender. 1955 wurde er Mitglied im „Weltrat für Sport- und Leibeserziehung“ der UNESCO. 1957 wählte man ihn zum Präsidenten des Deutschen Sportärztebundes, ein Amt, das er bis 1960 bekleidete. Er war seit 1958 Vizepräsident der Ärztekommission des Internationalen Amateur Box-Verbandes und von 1958 bis 1976 Präsident der Ärztekommission des Deutschen Amateur-Box-Verbandes. In dieser Zeit war er damit der höchstrangige deutsche Boxarzt. Ab 1970 gehörte Grebe dem Aufsichtsrat des Herz- und Kreislaufzentrums Rotenburg an der Fulda an.
1983 übergab Grebe seine Praxis an seinen Sohn Wolfgang Grebe. Hans Grebe betätigte sich fortan vor allem als Schriftsteller und wurde Mitglied im Bundesverband Deutscher Schriftstellerärzte. Er veröffentlichte ca. 75 belletristische Bücher, die vornehmlich in Kleinverlagen veröffentlicht wurden. 1990 erhielt er den Landrat-Heinrich-Kohl-Preis der FDP Waldeck-Frankenberg.

## Veröffentlichungen (Auswahl)
- Die Häufigkeit der erblichen und nichterblichen Blindheitsursachen. Berlin 1938.
- Zur Frage der Feldtauglichkeit bei Nachtblindheit. In: Der Deutsche Militärarzt 5 (1940), S. 456 f.
- Der Sportärzte-Kongress, Frankfurt/Main 1953. Vorträge und Referate. Frankfurt/Main 1954.
- Sport bei Zwillingen. In: Acta geneticae medicae et gemellologiae 4 (1955), S. 275–285.
- Chondrodysplasie. In: Acta geneticae medicae et gemellologiae Band 5 (1956).
- Die biologischen Grundlagen der sportlichen Leistungsfähigkeit. Frankfurt am Main 1956
- Der gesundheitliche Wert des Sportes. Kiel: Landessportverband Schleswig-Holstein (Festvortrag anläßlich der Feierstunde zum Landessportverbandstag, 1961).
- Erlebnisse in Frankenberg. Frankenberg (Eder) 1983.
- Heile Welt. Verse zum Schutz unserer Natur. Selbstverlag, Frankenberg 1983.
- Die bösen Boxer. Ärztl. Gedanken zum Boxsport. Frankenberg 1985.
- Unsere Zeit. Betrachtungen und Erfahrungen in unserem Jahrhundert. Frankenberg 1987
- Belgische Impressionen. Frankenberg 1990
- Jugend in Frankfurt. Archiv für Frankfurts Geschichte und Kunst, Frankfurt 1993
- Als Sportarzt dabei. Erfahrungen und Erlebnisse. Frankenberg 1993
- mit Hermann Grebe: Kinder- und Jugendjahre in Immenhausen. Erinnerungen. Immenhausen 1995
- Was uns Menschen prägt. Eine Lebenshilfe. Frankfurt (Main) 1996.